# Ronde van Catalonië 1999
De 79ste editie van de Ronde van Catalonië (Catalaans: Volta a Catalunya) werd gehouden van 17 juni tot en met 24 juni 1999 in de gelijknamige autonome regio in Spanje. Dit rittenkoers telde acht etappes en ging over een afstand van 1067,4 kilometer. 

## Etappeoverzicht
| etappe | datum   | start                | finish                | afstand  | winnaar               | klassementsleider |
| ------ | ------- | -------------------- | --------------------- | -------- | --------------------- | ----------------- |
| 1e     | 17 juni | La Pineda            | Vila-seca             | 8,1 km   | Ángel Casero          | Ángel Casero      |
| 2e     | 18 juni | Vila-seca            | Tortosa               | 161,2 km | Mario Cipollini       | Ángel Casero      |
| 3e     | 19 juni | Tortosa              | Vilanova i la Geltrú  | 172,5 km | Mario Cipollini       | Ángel Casero      |
| 4e     | 20 juni | Vilanova i la Geltrú | Barcelona             | 155,6 km | Wedstrijd geannuleerd | Ángel Casero      |
| 5e     | 21 juni | Badalona             | Badalona              | 182,4 km | Erik Zabel            | Ángel Casero      |
| 6e     | 22 juni | El Masnou            | Banyoles              | 174,8 km | Erik Zabel            | Ángel Casero      |
| 7e     | 23 juni | Banyoles             | Els Cortals D'Encamps | 196,8 km | Roberto Heras         | Manuel Beltrán    |
| 8e     | 24 juni | Sant Julià de Lòria  | Alt de la Rabassa     | 14,2 km  | Manuel Beltrán        | Manuel Beltrán    |

## Eindklassementen

### Algemeen klassement
| Plaats | Naam               | Ploeg              | Tijd      |
| ------ | ------------------ | ------------------ | --------- |
|        | Manuel Beltrán     | Banesto            | 23u40'32" |
| 2      | Roberto Heras      | Kelme-Costa Blanca | + 57"     |
| 3      | José María Jiménez | Banesto            | + 1' 00"  |
| 4      | Joseba Beloki      | Euskaltel-Euskadi  | + 1' 02"  |
| 5      | Georg Totschnig    | Telekom            | + 1' 44"  |
| 6      | Roberto Laiseka    | Euskaltel-Euskadi  | + 2' 43"  |
| 7      | Fernando Escartin  | Kelme-Costa Blanca | + 3' 01"  |
| 8      | Hernán Buenahora   | Vitalicio Seguros  | + 3' 13"  |
| 9      | Ángel Casero       | Vitalicio Seguros  | + 3' 26"  |
| 10     | Haimar Zubeldia    | Euskaltel-Euskadi  | + 4' 05"  |

### Puntenklassement
| Plaats      | Naam            | Ploeg             | Punten |
| ----------- | --------------- | ----------------- | ------ |
| Groene trui | Mariano Piccoli | Lampre-Daikin     | 16     |
| 2           | Roberto Laiseka | Euskaltel-Euskadi | 3      |
| 3           | Marco Pinotti   | Lampre-Daikin     | 2      |

### Bergklassement
| Plaats    | Naam              | Ploeg                 | Punten |
| --------- | ----------------- | --------------------- | ------ |
| Rode trui | Dmitri Konysjev   | Mercatone Uno-Bianchi | 40     |
| 2         | Orlando Rodrigues | Banesto               | 37     |
| 3         | Roberto Heras     | Kelme-Costa Blanca    | 34     |

### Sprintklassement
| Plaats      | Naam            | Ploeg           | Punten |
| ----------- | --------------- | --------------- | ------ |
| Blauwe trui | Pascal Hervé    | Festina-Lotus   | 10     |
| 2           | Mariano Piccoli | Lampre-Daikin   | 6      |
| 3           | Sergej Ivanov   | TVM-Farm Frites | 3      |

### Ploegenklassement
| Plaats | Ploeg             | Tijd      |
| ------ | ----------------- | --------- |
|        | Banesto           | 71u06'09" |
| 2      | Euskaltel-Euskadi | + 2' 20"  |
| 3      | Vitalicio Seguros | + 8' 29"  |

1911 · 1912 · 1913 · 1914-1919 · 1920 · 1921-1922 · 1923 · 1924 · 1925 · 1926 · 1927 · 1928 · 1929 · 1930 · 1931 · 1932 · 1933 · 1934 · 1935 · 1936 · 1937 · 1938 · 1939 · 1940 · 1941 · 1942 · 1943 · 1944 · 1945 · 1946 · 1947 · 1948 · 1949 · 1950 · 1951 · 1952 · 1953 · 1954 · 1955 · 1956 · 1957 · 1958 · 1959 · 1960 · 1961 · 1962 · 1963 · 1964 · 1965 · 1966 · 1967 · 1968 · 1969 · 1970 · 1971 · 1972 · 1973 · 1974 · 1975 · 1976 · 1977 · 1978 · 1979 · 1980 · 1981 · 1982 · 1983 · 1984 · 1985 · 1986 · 1987 · 1988 · 1989 · 1990 · 1991 · 1992 · 1993 · 1994 · 1995 · 1996 · 1997 · 1998 · 1999 · 2000 · 2001 · 2002 · 2003 · 2004 · 2005 · 2006 · 2007 · 2008 · 2009 · 2010 · 2011 · 2012 · 2013 · 2014 · 2015 · 2016 · 2017 · 2018 · 2019 · 2020 · 2021 · 2022 · 2023 · 2024 · 2025